# Алгонкіни (група народів)
Алгонкі́ни — група індіанських племен (понад 30), що жили в Канаді (бл. 50 тис. осіб) і США (бл. 40 тис. осіб). До європейської колонізації займали значну територію від Атлантичного океану до Скелястих гір (XVIII століття).
Мова — алгонкінська алгонкінсько-вакашської мовної сім'ї. 
Основні заняття. Західні племена алгонкініа полювали та одомашнювали бізонів. Північні та східні племена алгонкінів (оджибва, монтаньє-наскапі, крі та ін.) займалися лісовим мисливством, рибальством, збиральництвом і землеробством (кукурудза, боби). Жили у вігвамах.  
Релігія — тотемізм.
Алгонкіни жорстоко визискувались європейськими колонізаторами, хоч і не раз піднімались на боротьбу за незалежність. Відоме повстання Понтіака 1763 року. Унаслідок жорстокої колонізаторської політики уряду США і запровадження резервацій чисельність алгонкінів значно зменшилась, а деякі племена (абенаки, могікани) зовсім вимерли.